# Вестибулярный нейронит
Вестибулярный нейронит (вестибулярный неврит) — заболевание внутреннего уха, характеризующееся воспалением вестибулярного нерва (ветвь преддверно-улиткового нерва). Обычно происходит воспаление верхней ветви вестибулярного нерва. Поражение нижней ветви встречается реже. В отличие от Болезни Меньера и лабиринтита, при вестибулярном нейроните отсутствует нарушение слуха и тиннитус (шум в ушах).

## История
Вестибулярный нейронит впервые был описан в XX веке Эриком Руттином (1909 год). Позднее, Карл Нилен подробнее описал диагностику данного заболевания (1924 год). Сам термин «Вестибулярный нейронит» был введён в середине XX века (1949 год) Чарльзом Скиннером Халлпайком.

## Этиология
Причина и патогенез вестибулярного нейронита остаются до конца не изученными. Большей частью причиной является перенесённая вирусная инфекция, (ОРЗ, отит, вирус простого герпеса первого типа, гайморит и прочее), или инфекционно-аллергическое воспаление. Реже встречается бактериальная инфекция.
При эпидемиологических вспышках отмечаются случаи семейного вестибулярного нейронита, когда член семьи является переносчиком инфекции.
Встречается токсический вестибулярный нейронит, который обусловлен приёмом лекарственных препаратов в большом количестве.
Возрастная категория — лица от 20 до 60 лет.

## Формы заболевания
Выделяют две формы вестибулярного нейронита:
- Острый — через полгода может проходить полностью. Если же не проходит — происходит хронизация процесса.
- Хронический — наблюдается периодическое головокружение и неустойчивость.

## Симптоматика
Верхняя ветвь вестибулярного нерва иннервирует эллиптический мешочек преддверья лабиринта, передний и горизонтальный полукружные каналы. Благодаря этому вестибулярный нейронит сходен с ДППГ, которое характеризуется отолитиазом заднего полукружного канала, который иннервируется нижней ветвью вестибулярного нерва.
Симптомы вестибулярного нейронита:
- Приступ сильного головокружения, которое продолжается от нескольких часов до 10 дней, нарастает при поворотах головы и смене положения тела;
- Нарушение равновесия;
- Тошнота, рвота;
- Нистагм в сторону здорового уха, медленная фаза — в сторону больного;
- Головная боль;
- Осциллопсия;
- Дискоординация;
- Проба Ромберга — отклонение в сторону больного уха;
- Отсутствуют нарушения слуха и шум в ушах.

## Диагностика
Заболевание лечат отоларинголог и невропатолог.
Диагностику делают вместе с проверкой на болезнь Меньера, перилимфатической фистулой, лабиринтитом, инсультом. Для подтверждения заболевания проводят калорическую пробу. Проба будет отрицательной при воспалении нижней ветви вестибулярного нерва. МРТ с контрастом позволяет узнать косвенные признаки данного заболевания и исключить склероз, инсульт.

## Лечение

### Симптоматическое лечение
Симптоматическое лечение направленно на купирование симптомов головокружения, тошноты и рвоты (метоклопрамид, диазепам, гидазепам, Cиэль, Церукал). При рвоте препараты вводят внутримышечно.
Рекомендуется вестибулярная гимнастика на третий день заболевания. В первые дни гимнастику не проводят из-за сильного дискомфорта.

### Медикаментозное лечение
Для лечения используют гормональные препараты в высоких дозах (метилпреднизолон, с постепенным уменьшением дозы). Назначают ангиопротекторы, вестибулосупрессоры, витамины, ноотропные препараты, противовоспалительные.

## Осложнения
Герпетический энцефалит, хронизация заболевания.

## Прогноз
Благоприятный. У 40 % восстановление вестибулярной функции проходит полностью. У 30 % — неполное выздоровление.